# Heimrichstisch

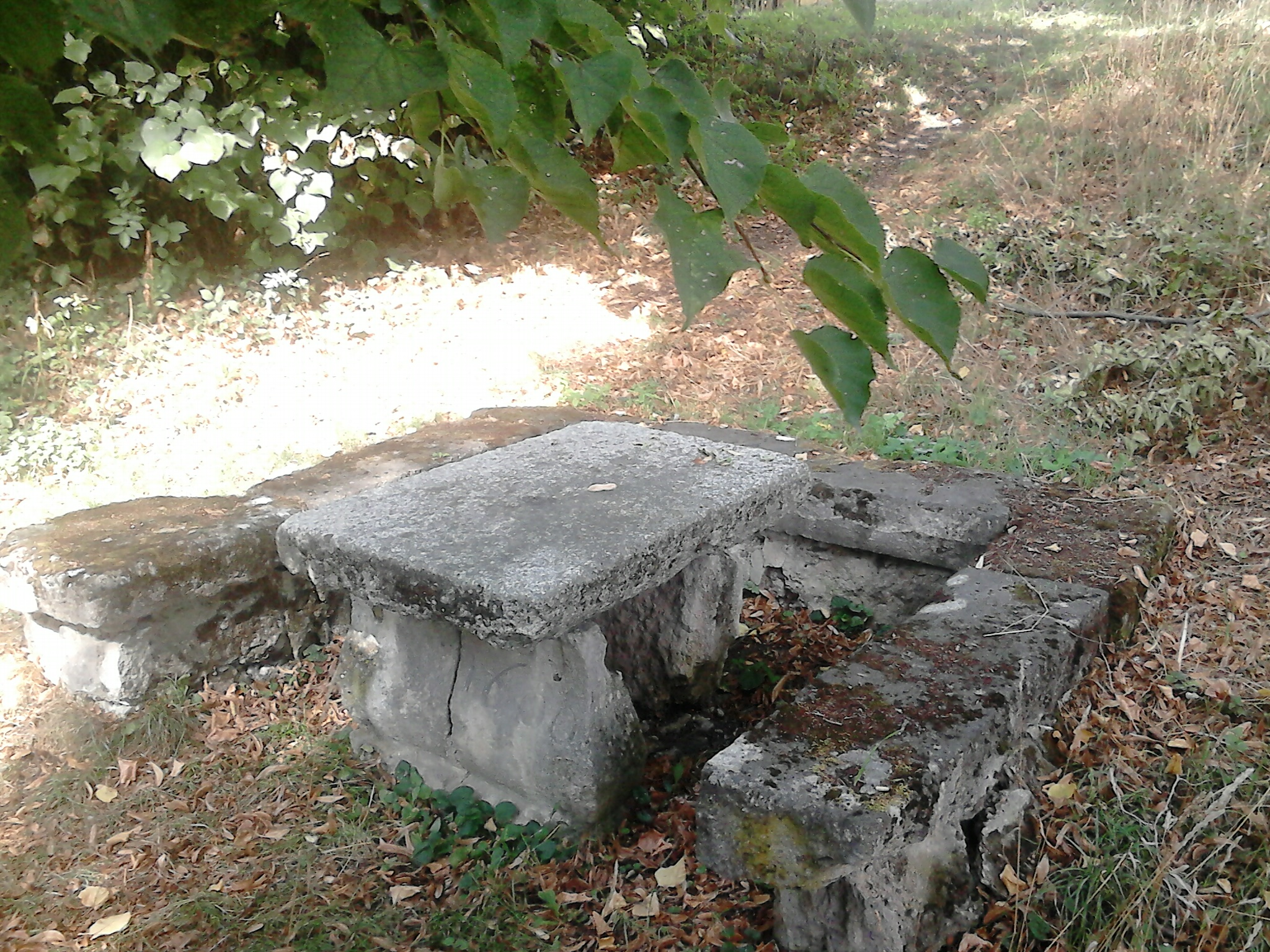
Heimrichstisch in Weimar

Der Heimrichstisch, abgeleitet vom Heymeltisch, gehegtes Gericht, befindet sich an der Damaschkestraße in Weimar. Ursprünglich in einer eingehegten Wiese befindlich, liegen dort heute Gartenanlagen. Der Heimrichstisch gehörte zur Flur der Wüstung Wallendorf, an die sonst noch die in der Paul-Schneider-Straße befindliche Wallendorfer Mühle erinnert. Die Tischplatte besteht aus grobkörnigem Granit, während die Steinbänke aus Travertin und Berkaer Buntsandstein bestehen. Markant tritt am Tischsockel die Zahl „1600“ entgegen, vermutlich das Jahr seiner Errichtung. An diesem Ort hielten die Besitzer der Wallendorfer Flur bis 1852 Gericht. Sie bildeten eine eigene Flurgenossenschaft, die sich 1877 auflöste. Die Stadt übernahm diesen Stein von der sich auflösenden Flurgenossenschaft unter der Bedingung diesen „auf ewige Zeiten“ zu erhalten. Das geschah mit einem Beschluss vom 3. November 1876, wofür die Stadt aus der Wüstungskasse 60 Taler erhielt. Es ist wie die gesamte Wüstung Wallendorf ein eingetragenes Bodendenkmal der Stadt Weimar. Im Weimarer Stadtarchiv befindet sich zum Heimrichstisch u. a. die historische Aktenüberlieferung in Hinsicht auf die Verpachtung von Gemeindeareal, welches sich an den Heimrichstisch anschließt beziehungsweise unter der Rubrik „Denkmäler der Stadtaufsicht“.
Eine Zeichnung von Alt-Wallendorf zeigt auch den Heimrichstisch, um dem sich eine Gruppe Männer versammelt hat.
Mit dem Heimrichstisch(en) hatte es hinsichtlich der gerichtlichen Festbräuche seine besondere Bewandtnis, wovon u. a. Helene Böhlau Mitteilungen gemacht hat. Das betraf den „Heimrich“ oder „Heymel“ bzw. das „Hegemahl“ oder „Hegemal“ (Flurgericht). Ein solches Hegemal gab es auch anderenorts wie z. B. im Rheinland. In Thüringen war es jedenfalls weit verbreitet. Das Feldgericht u. a. in Frankfurt am Main hat die gleiche Bedeutung. Helene Böhlau's Schilderungen zufolge gab es einst in der Umgebung Weimars mehrere Heimrichstische. Sie schreibt über einen im Rödchen, nicht jedoch von dem in Wallendorf. Außerdem nennt sie diesbezüglich „uralte Steintische“ und spricht nicht von einem „uralten Steintisch“. Von den anderen derartigen Steintischen in der Umgebung Weimars, die Helene Böhlau erwähnt hat, ist wohl nichts (mehr) zu finden oder bekannt.